# Drapeau du prince
 (avril 2015).
Si vous disposez d'ouvrages ou d'articles de référence ou si vous connaissez des sites web de qualité traitant du thème abordé ici, merci de compléter l'article en donnant les références utiles à sa vérifiabilité et en les liant à la section « Notes et références ».

Variante du drapeau du Prince.

Le Drapeau du prince (en néerlandais : Prinsenvlag) est un ancien drapeau néerlandais, initialement utilisé par les orangistes pendant la guerre de Quatre-Vingts Ans et observé pour la première fois lors de la bataille de Brielle. Le drapeau du prince est basé sur le drapeau du prince Guillaume Ier d'Orange-Nassau, d'où son nom. Ses couleurs sont orange, blanc et bleu, ce qui fait que le drapeau est souvent appelé oranje-blanje-bleu (ou même : ranje-blanje-bleu) aux Pays-Bas. La couleur orange représente la principauté d'Orange que le prince Guillaume avait héritée de René de Chalon, la bande blanche représente la lutte pour la liberté et la suprématie et la couleur bleue est représentative de l'ancien comté de Nassau.
Il fut l'emblème de la république des Provinces Unies, l'ancêtre fondateur des Pays-Bas actuels, au même titre que le Statenvlag (drapeau des États) qui en devient le drapeau officiel.

## Histoire
Quand les Gueux prirent Brielle, ils avaient une bannière avec ces trois couleurs, où la bande rouge originelle de la Hollande avait été remplacée par l'orange en hommage au Taciturne. En 1587, l'amirauté de Zélande ordonna que ces drapeaux flottent sur ses vaisseaux. Bientôt, il devint le drapeau de l'insurrection et fut conservé par la flotte de guerre, mais non par la marine marchande. Il ne fut toutefois pas le drapeau officiel des Provinces-Unies qui avaient adopté les couleurs du comté de Hollande : rouge, blanc, bleu, qui étaient celle des comtes de Hollande de la maison de Bavière qui gouvernèrent le comté de Hollande de 1354 à 1433.

### L'interdiction du drapeau du prince par les états-généraux
Toutefois, lors de la première période de suppression du stathoudérat l'usage du Drapeau du prince fut supprimé dans la marine de guerre, qui prit vers 1653 le drapeau rouge-blanc-bleu de Hollande appelé « drapeau hollandais » ou « drapeau des États » (Hollandsche vlag ou Staten vlag et Staatsche vlag), commun aux sept provinces. En 1652 le Drapeau du prince fut interdit par décision des États généraux sous direction du grand-pensionnaire Johan de Witt. C'est alors que le « drapeau des États », aux couleurs du comté de Hollande, rouge-blanc-bleu, devint définitivement le drapeau de la république des Provinces Unies.

### Sous la République batave et le Royaume de Hollande
Pendant la période de la République batave, le drapeau resta le même que celui des Provinces-Unies, rouge, blanc, bleu. Au cours de la période suivante du royaume de Hollande, il n'y eut pas non plus de place pour l'orange et le roi Louis Ier Bonaparte choisit le rouge. En 1815, après la défaite de Napoléon Bonaparte lors de la bataille de Waterloo, le roi Guillaume Ier repris les anciennes couleurs néerlandaises : rouge, blanc et bleu. Cette année, pour la première fois, le drapeau rouge blanc bleu fut utilisé avec un pennant orange, qui rappelait la coutume dans les Pays-Bas.

## Reprises

### Mouvement National-Socialiste
Dans les années 1930, les partisans du NSB choisirent le drapeau orange-blanc-bleu et le drapeau du prince comme leur symbole. La reine Wilhelmine signa en 1937 un décret royal par lequel les couleurs rouge, blanche et bleu restaient les couleurs officielles du drapeau néerlandais, envoyant un signal fort au NSB[pas clair].

### Mouvements d’extrême droite
Actuellement, le drapeau du prince est principalement utilisé comme le symbole du nationalisme thiois, un mouvement politique qui souhaite réunir tous les néerlandophones au sein d'un unique état. Le drapeau du prince est utilisé (et parfois même vendu) par des groupes d'extrême droite comme le Mouvement populaire nationaliste (NVB) (nl), l'Union du peuple néerlandais (NVU), Dietse Kameraden, le Stormfront et Voorpost. En 2011, il y eut des remous[Quoi ?] lorsque les médias néerlandais apprirent que deux membres du Parlement appartenant au parti pour la liberté (PVV) avaient mis le drapeau du prince dans leur bureau au Parlement. Quand les liens de ce drapeau au NSB furent révélés, ils furent rapidement retirés.

## Adaptations

### Afrique du Sud
Le premier drapeau de l'Afrique du Sud, adopté en 1928, était inspiré du drapeau du prince. Dans la partie blanche du drapeau se trouvaient (de gauche à droite) les drapeaux du Royaume-Uni, de l'État libre d'Orange et du Transvaal. En 1994, ce drapeau est remplacé par l'actuel drapeau de l'Afrique du Sud. 

L'ancien drapeau de l'Afrique du Sud.

### État de New York
En souvenir de la colonie néerlandaise de Nouvelle-Néerlande et de La Nouvelle-Amsterdam, plusieurs localités de l'État de New York utilisent des variantes du drapeau du prince comme drapeau officiel. Parmi celles-ci, la ville de New York, Albany, capitale de l'État, ainsi que le comté de Nassau.

cité de New York.
Albany, New York.

## Sources
- (en) Cet article est partiellement ou en totalité issu de l’article de Wikipédia en anglais intitulé « Prince's Flag » (voir la liste des auteurs).

- (nl) Cet article est partiellement ou en totalité issu de l’article de Wikipédia en néerlandais intitulé « Vlag van Nederland » (voir la liste des auteurs).